# Jean Thissen
Jean Thissen (21 d'abril de 1946) és un exfutbolista belga.

## Selecció de Bèlgica
Va formar part de l'equip belga a la Copa del Món de 1970. Posteriorment fou entrenador.